# 우오쓰리섬

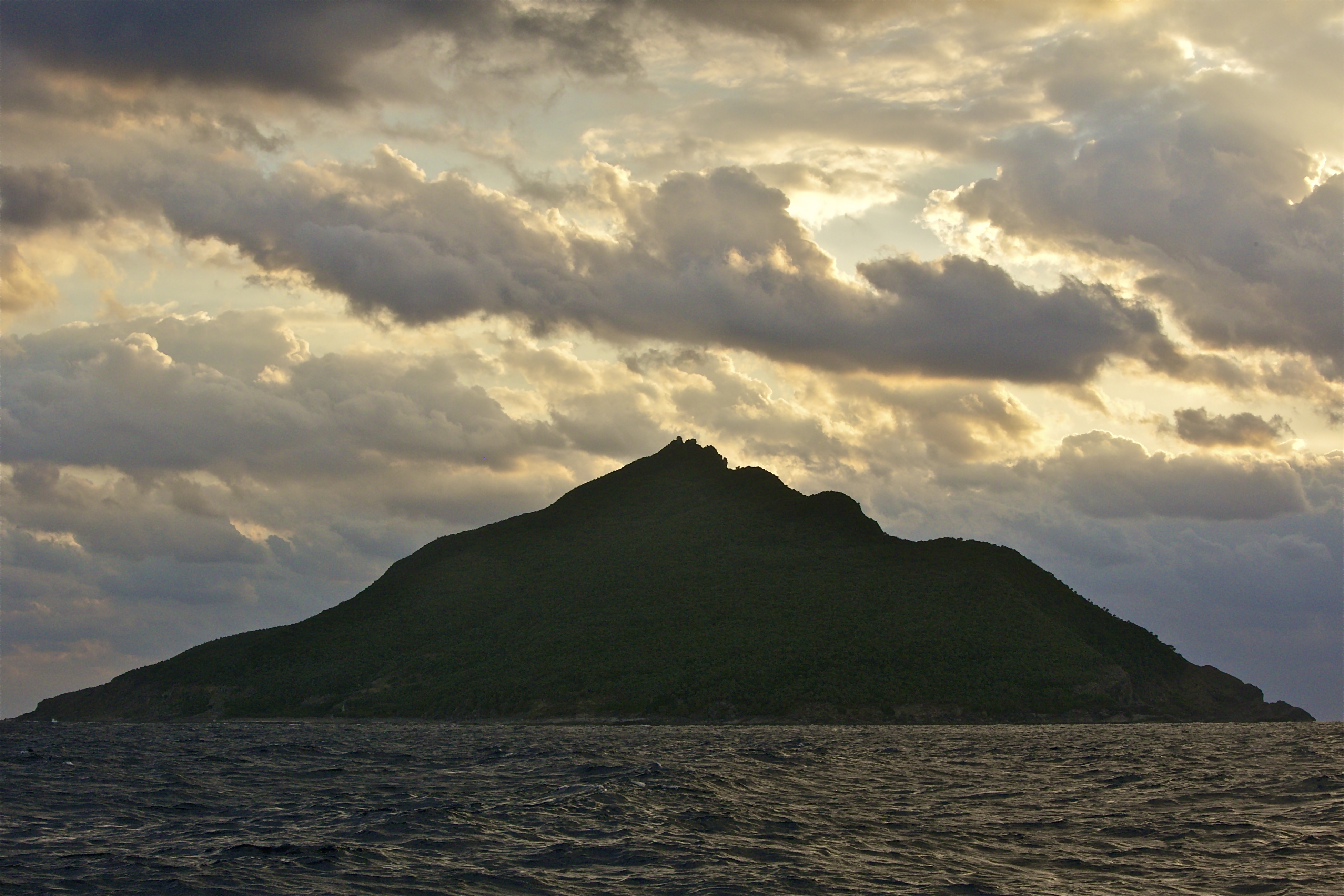
우오쓰리섬(댜오위섬)

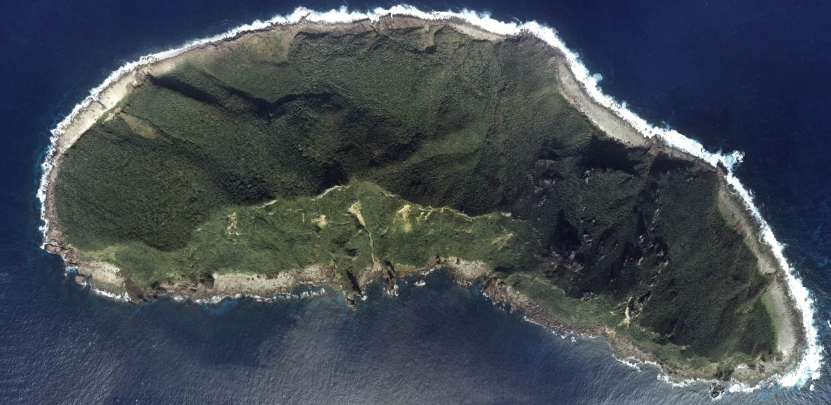
우오쓰리섬 혹은 댜오위섬의 위성 사진

우오쓰리섬(일본어: 魚釣島 우오츠리지마[*]) 또는 댜오위섬(중국어: 釣魚島)은 센카쿠 제도 또는 댜오위다오에서 가장 큰 섬이다. 현재는 사람이 살지 않는 무인도이다. 나라하라산(중국명 가오화봉)과 뵤부산(중국명 선눙봉)이 있다.

## 같이 보기
- 센카쿠 열도 분쟁